# (3330) Gantrisch
(3330) Gantrisch es un asteroide perteneciente al cinturón de asteroides, región del sistema solar que se encuentra entre las órbitas de Marte y Júpiter, más concretamente a la familia de Gantrisch, descubierto el 12 de septiembre de 1985 por Thomas Schildknecht desde el Observatorio de Berna-Zimmerwald, Berna, Suiza.

## Designación y nombre
Designado provisionalmente como 1985 RU1. Fue nombrado Gantrisch en homenaje a una montaña prominente ubicada a unos 20 km al sur del Observatorio Zimmerwald.

## Características orbitales
Gantrisch está situado a una distancia media del Sol de 3,153 ua, pudiendo alejarse hasta 3,787 ua y acercarse hasta 2,519 ua. Su excentricidad es 0,201 y la inclinación orbital 10,26 grados. Emplea 2045,67 días en completar una órbita alrededor del Sol.

## Características físicas
La magnitud absoluta de Gantrisch es 11,4. Tiene 34,877 km de diámetro y su albedo se estima en 0,036. 